# Ministers onder Arturo Alessandri
Arturo Alessandri was driemaal president van Chili:
- 23 december 1920 - 12 september 1924
- 12 maart - 1 oktober 1925
- 24 december 1932 - 24 december 1938

## Samenstelling kabinetten
| Ministerie                                   | Naam/Periode | Partij                                 |
| -------------------------------------------- | --- | -------------------------------------- |
| Binnenlandse Zaken                           | Pedro Aguirre Cerda (1920-1921) Héctor Arancibia Laso (1921) Ismael Tocornal Tocornal (1921-1922) Jorge Matte Gormaz (1922) Armando Jaramillo Valderrama (1922) Antonio Huneeus Gana (1922) Luis Izquierdo Fredes (1922) Manuel Rivas Vicuña (1922-1923) Francisco Garcés (1923) Cornelio Saavedra Montt (1923) Carlos Alberto Ruiz Bahamonde (1923) Domingo Amunátegui Solar (1923-1924) Pedro Aguirre Cerda (1924) José Maza Fernández (1924) Cornelio Saavedra Montt (1924) Pedro Aguirre Cerda (1924) Luis Altamirano Talavera (1924)             | PR PL PN PR PL PR PLDo PN PR Mil.      |
| Buitenlandse Zaken, Eredienst en Kolonisatie | Jorge Matte Gormaz (1920-1921) Ernesto Barros Jarpa (1921-1922) Samuel Claro Lastarria (1922) Carlos Aldunate Solar (1922) Luis Izquierdo Fredes (1922-1923) Pedro María Rivas Vicuña (1923) Emilio Bello Codesido (1923-1924) Armando Jaramillo Valderrama (1924) Roberto Sánchez García de la Huerta(1924) Galvarino Gallardo Nieto (1924) Ramón Briones Luco (1924) Emilio Bello Codesido (1924) | PL PC PL PR PLD PL PLD PR PLD          |
| Financiën                                    | Daniel Martner (1920-1921) Enrique Oyarzún Mondaca (1921) Víctor R. Celis Maturana (1921) Francisco Garcés Gana (1921-1922) Galvarino Gallardo Nieto (1922) Samuel Claro Lastarria (1922) Guillermo Edwards Matte (1922) Ricardo Valdés Bustamante (1922-1923) Aníbal Rodríguez Herrera (1923) Víctor R. Celis Maturana (1923) Agustín Correa Bravo (1923) Ramón Subercaseaux Pérez (1923-1924) Enrique Zañartu Prieto (1924) Samuel Claro Lastarria (1924) Belfor Fernández Rodríguez (1924) Enrique Zañartu Prieto (1924) Francisco Nef Jara (1924) | PR PL PR PL PN PL PLD PL PLD Mil.      |
| Oorlog en Marine                             | Carlos Silva Cruz (1920-1921) Enrique Balmaceda Toro (1921) Remigio Medina Neira (1921) Samuel Claro Lastarria (1921-1922) Ignacio Marchant Scott (1922) Roberto Sánchez García de la Huerta (1922) Hernán Correa Roberts (1922) Onofre Bunster (1922-1923) Gustavo Silva Campos (1923) Jorge Andrés Guerra Toledo (1923) Luis Altamirano Talavera (1923-1924) Alfredo Ewing (1924) Luis Brieba (1924) Gaspar Mora Sotomayor (1924) Juan Pablo Bennett (1924)                                                                                         | PLD PR PL PN PLD PL PR PN Mil. PD Mil. |
| Justitie en Openbaar Onderwijs               | Alberto Montt Montt (1920) Armando Jaramillo Valderrama (1920-1921) Tomás Ramírez Frías (1921) Roberto Sánchez García de la Huerta (1921-1922) Octavio Maira González (1922) Ángel Guarello Costa (1922) Robinson Paredes Pacheco (1922-1923) Carlos Alberto Ruiz Bahamonde (1923) Luis Salas Romo (1923) Marcial Martínez de Ferrari (1923) Alcíbiades Roldán Álvarez (1923-1924) Domingo Antonio Durán Morales (1924) Guillermo Labarca Hubertson (1924) Jorge Prieto Echaurren (1924) Luis Salas Romo (1924) Gregorio Amunátegui Jordán (1924)     | PL PLD PR PD PR PL PR PLD PR PL        |
| Openbare Werken                              | Zenón Torrealba Ilabaca (1920-1921) Artemio Gutiérrez (1921) Armando Jaramillo Valderrama (1921-1922) Pedro Antonio Fajardo Ulloa (1922) Miguel Letelier Espínola (1922) Absalón Valencia Zavala (1922-1923) Vicente Adrián Villalobos (1923) Juan Vargas Márquez (1923) Francisco Mardones Otaíza (1923-1924) Vicente Adrián Villalobos (1924) Róbinson Paredes Pacheco (1924) Guillermo Bañados Honorato (1924) Angel Guarello Costa (1924) | PD PL PD PN PLD PD PL                  |

| Ministerie                     | Naam/Periode                                                 | Partij     |
| ------------------------------ | ------------------------------------------------------------ | ---------- |
| Binnenlandse Zaken             | Francisco Mardones Otaíza (1925) Luis Barros Borgoño (1925)  | PD PLD     |
| Buitenlandse Zaken             | Jorge Matte Gormaz (1925)                                    | PL         |
| Financiën                      | Valentín Magallanes (1925)                                   | Onafh.     |
| Oorlog                         | Carlos Ibáñez del Campo (1925)                               | Mil.       |
| Marine                         | Braulio Bahamonde (1925)                                     | Mil.       |
| Justitie en Openbaar Onderwijs | José Maza Fernández (1925)                                   | PLDo       |
| Openbare Werken                | Claudio Vicuña Subercaseaux (1925) Gustavo Lira Manso (1925) | PLD Onafh. |

| Ministerie                           | Naam/Periode |
| ------------------------------------ | --- |
| Binnenlandse Zaken                   | Horacio Hevia Labbé (1932-1933) Alfredo Piwonka Jilabert (1933-1934) Luis Salas Romo (1934-1935) Luis Cabrera Negrete (1935-1936) Matías Silva Sepúlveda (1936 -1938) Luis Salas Romo (1938) |
| Buitenlandse Zaken en Handel         | Miguel Cruchaga Tocornal (1932-1937) José Ramón Gutiérrez Alliende (1938-1938) Luis Arteaga García (1938) |
| Financiën                            | Gustavo Ross Santa María (1932-1937) Francisco Garcés Gana (1937-1938) |
| Justitie                             | Domingo Durán Morales (1932 -1934) Osvaldo Vial Vial (1934-1935 ) Francisco Garcés Gana (1935-1936) Humberto Álvarez Suárez (1936) Pedro Freeman Caris (1936 -1937) Alejandro Serani Burgos (1937) Guillermo Correa Fuenzalida (1937 -1938)                                                                   |
| Openbaar Onderwijs                   | Domingo Durán Morales (1932 -1934) Osvaldo Vial Vial (1934 -1935) Francisco Garcés Gana (1935-1937) Guillermo Correa Fuenzalida (1937-1938) |
| Nationale Defensie                   | Emilio Bello Codesido (1932-1938) |
| Ontwikkeling                         | Alfredo Piwonka Jilabert (1932 -1933) Domingo Santa María Sánchez (1933) Matías Silva Sepúlveda (1933 -1936) Luis Álamos Barros (1936 -1937) Alejandro Errázuriz Mackenna (1937) Ricardo Bascuñán Stonner (1937 -1938)                                                                                        |
| Land en Kolonisatie                  | Carlos Henríquez Argomedo (1932-1933) Arturo Montecinos Rosas (1933-1934) Luis Mandujano Tobar (1934-1936) Alejandro Serani Burgos (1936-1937) Alejandro Errázuriz Mackenna (1937) Alberto Cabero Díaz (1937) Alejandro Errázuriz Mackenna (1937) Medardo Goytía Goytía (1937-1938) César León Entrala (1938) |
| Landbouw                             | Carlos Henríquez Argomedo (1932-1933) Arturo Montecinos Rosas (1933-1934) Matías Silva Sepúlveda (1934 -1935) Julio Buschmann Von Desauer (1935) Máximo Valdés Fontecilla (1935 -1936) Benjamín Matte Larraín (1936) Fernando Moller Bordeu (1936 -1937) Máximo Valdés Fontecilla (1937 -1938)                |
| Arbeid                               | Fernando García Oldini (1932) -1934 Alejandro Serani Burgos (1934-1936) Pedro Fajardo Ulloa (1936-1937) Roberto Vergara Donoso (1937) Bernardo Leíghton Guzmán (1937-1938) Juan José Hidalgo (1938) |
| Volksgezondheid, Welzijn en Bijstand | Horacio Hevia Labbé (1932 -1933) Alfredo Piwonka Jilabert (1933 -1934) Luis Salas Romo (1934 -1935) Javier Castro Oliviera (1935 -1936) Javier Castro Oliviera (1936) Joaquín Prieto Concha (1936-1937) Eduardo Cruz-Coke (1937 -1938) Luis Prúnes R. (1938)                                                  |